# Halbsumme

Halbsumme von A und B

Halbsumme ist in der Astrologie ein von Alfred Witte geprägter und vor allem in der Hamburger Schule verwendeter Begriff.
Es handelt sich dabei um die Winkelhalbierende zweier Planetenpositionen (direkte Halbsumme) und die sich auf diesen Punkt beziehenden Aspekte (indirekte Halbsumme). Für die direkte Halbsumme zweier Planeten A und B hat sich die Schreibweise A|B eingebürgert.
Befindet sich zum Beispiel (siehe Bild) ein Planet A auf 5° ♉︎, dann ist dessen  ekliptikaler Länge λA gleich 35°, weiter ein Planet B auf 11° ♒︎, dann ist λB 311°.
Der ekliptikale Länge der Winkelhalbierenden ergibt sich dann einfach aus dem arithmetischen Mittel von λA und λB:
{\displaystyle \lambda _{A|B}={\frac {\lambda _{A}+\lambda _{B}}{2}}={\frac {35^{\circ }+311^{\circ }}{2}}={\frac {346^{\circ }}{2}}=173^{\circ }}
Das wäre 23° ♍︎. Es wird jedoch immer die Position gesucht, die den kleineren Winkel bildet, es werden also noch 180° dazu addiert, das ergibt dann  173° + 180° = 353° = 23° ♓︎.
Die direkte Halbsumme wird auch als Halbdistanzpunkt bezeichnet. Die Zahl der Halbdistanzpunkte ist abhängig von der Zahl der betrachteten Horoskopelemente groß und wächst schnell. Nimmt man zum Beispiel nur die sieben klassischen Planeten, dazu Aszendent und Medium coeli, so ergeben sich mit 9 Horoskopelementen 81 Halbdistanzpunkte, zu denen Aspekte betrachtet werden können.
Alfred Witte ging aber weiter, indem er sogenannten Planetenbilder untersuchte, also Kombinationen von Halbdistanzpunkten, etwa ein von zwei Halbdistanzpunkten gebildetes Quadrat, was die Zahl der zu betrachtenden Möglichkeiten weiter vermehrte und in Kombination mit den in der Hamburger Schule Wittes propagierten hypothetischen, „transneptunischen“ Planeten zu einer kombinatorischen Explosion führt und darauf basierende Interpretationen dem Vorwurf der Beliebigkeit aussetzt.